# Abraxas discoparallela
Abraxas discoparallela là một loài bướm đêm trong họ Geometridae.